# Jamtamot
Jamtamot var det självständiga Jämtlands allting för rättskipning och förvaltning, dokumenterad under tidig medeltid men säkert betydligt äldre. Den åtföljande marknaden inleddes måndagen efter Gregoriusdagen.

## Namn
Jamtamot eller Jämtamot, ursprungligen stavat bland annat Iampta mooth,  Jamptamoth och Jempta mote, förekommer ett tjugotal gånger i bevarade historiska källor varav det äldsta belägget härrör från 1380. Från 1600-talet blev Jämtmarknaden den vanliga benämningen, men under övergångsperioden när båda benämningar förekom användes de synonymt.
Förleden Jamta- eller Jämta- är genitiv plural och betyder jämtarnas. Efterleden är ordet mot som på fornvästnordiska och fornsvenska hade betydelsen "möte, sammanträffande" men har i den här sammansättningen den specialiserade betydelsen "marknad, sammankomst för att idka handel".

## Plats

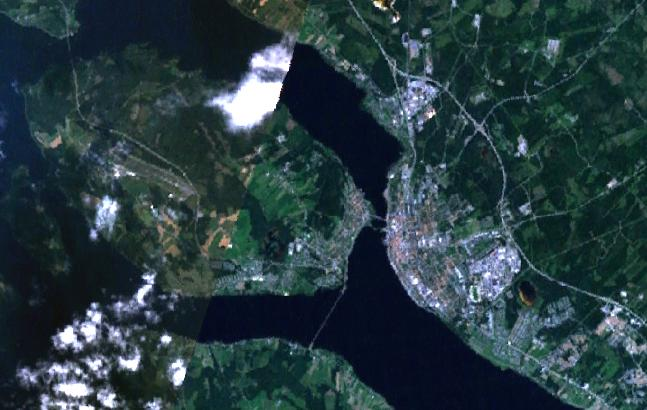
Satellitbild över Östersund och Frösön, med Bynäset längst till vänster i bild.

Jamtamot hölls på Bynäset på Frösön. Platsen är i äldre skrift skriven som ”firir Berghi”.  År 1362 benämns platsen däremot ”Forbergh”. Firir Berghi kan bokstavligt direktöversättas till nysvenska som ’framför berget’. 
Men benämningen har en annan betydelse som återfinns i det senare namnet för samma plats, Forbergh, vilket är ’förberg’. Förberg betyder inte ’framför berget’ utan udde och näs (jämför med tyskans vorgebirge, franskans promontoire och engelskans promontory). På Frösön finns enbart ett sådant förberg, näs, det redan nämnda Bynäset.

## Funktion
Jamtamot var en årlig marknad som genom Jämtlands position mellan centralområdena Tröndelagen, Mellannorrlands kustbygder och Mälardalen utgjorde ett viktigt tillfälle för handel mellan dessa, men också för jämtarna att sälja sin överskottsproduktion.
Under medeltiden omgärdades marknaden av två ting, motstinget och lyktartinget. Dessa sammanföll med marknadens öppnande och stängande. Liknande förhållanden rådde under marknaderna Distingen i Uppsala, Samtingen i Strängnäs och antagligen Fastingen i Tingvalla (notera ting i plural). Syftet med dessa ting var troligen att samla marknadsbesökarna för att pålysa och sedan avlysa lagar om köpfred.
Enligt historikern Olof Holm (2000) finns inget i de medeltida källorna som visar att Jamtamot var namnet på något möte för tingsförhandlingar.